# 최달희
최달희(崔達喜, 1911년 12월 13일~1994년 6월 22일)는 대한민국의 언론인, 정치인이다. 대한민국의 제5대 참의원을 역임했다.

## 경력
- 대구일보, 매일신보 기자
- 경북도 학무국장
- 대구시보사 편집국장
- 국방부 정훈국 전문위원
- 동양통신사 편집국장
- 연합신문사 대표취체역,발행인
- 국정시보 사장
- 한국사회당 선거대책위원장
- 신록회 회장[2]